# Eulimnichus corrineae
Eulimnichus corrineae är en skalbaggsart som beskrevs av Wooldridge 1979. Eulimnichus corrineae ingår i släktet Eulimnichus och familjen lerstrandbaggar. Inga underarter finns listade i Catalogue of Life.